# Halosiphonaceae
Famille
Les Halosiphonaceae sont une famille d’algues brunes de l’ordre des Stschapoviales. 

## Étymologie
Le nom vient du genre type Halosiphon, dérivé du latin halos, cercle, et siphon (grec σιφων / sifon), « tube creux ».

## Liste des genres
Selon AlgaeBase (21 août 2017), NCBI (21 août 2017), World Register of Marine Species (21 août 2017) :
- Halosiphon Jaasund, 1957